# 伊号第三十三潜水艦
| （1953年に引揚げられた際の姿） |                                                                              |
| 艦歴                           |                                                                              |
| 計画                           | 第四次海軍軍備補充計画（④計画）                                              |
| 起工                           | 1940年2月21日                                                                |
| 進水                           | 1941年5月1日                                                                 |
| 就役                           | 1942年6月10日                                                                |
| その後                         | 1944年6月13日沈没                                                            |
| 除籍                           | 1944年8月10日                                                                |
| 性能諸元                       |                                                                              |
| 排水量                         | 基準：2,198トン 常備：2,584トン 水中：3,654トン                              |
| 全長                           | 108.7m                                                                       |
| 全幅                           | 9.30m                                                                        |
| 吃水                           | 5.14m                                                                        |
| 機関                           | 艦本式2号10型ディーゼル2基2軸 水上：12,400馬力 水中：2,000馬力               |
| 速力                           | 水上：23.6kt 水中：8.0kt                                                     |
| 航続距離                       | 水上：16ktで14,000海里 水中：3ktで96海里                                     |
| 燃料                           | 重油：774トン                                                                |
| 乗員                           | 94名                                                                         |
| 兵装                           | 40口径14cm単装砲1門 25mm機銃連装1基2挺 53cm魚雷発射管 艦首6門 九五式魚雷17本 |
| 航空機                         | 零式小型水上偵察機1機 （呉式1号4型射出機1基）                                |
| 備考                           | 安全潜航深度：100m                                                           |

伊号第三十三潜水艦（いごうだいさんじゅうさんせんすいかん、旧字体：伊號第三十三潜水艦）は、大日本帝国海軍の潜水艦で、伊十五型潜水艦（巡潜乙型）の14番艦。2度の沈没事故を起こしたことで知られる。

## 設計
艦の排水量は2,198トンで、満載時は3000トンを超える大きさであった。水上速力24ノット。
小型水上機を1機積載。カタパルトを装備。後甲板に14cm砲1門をもち、魚雷発射管6門などを搭載した。

## 艦歴
1939年（昭和14年）の第四次海軍軍備補充計画（④計画）により計画され、三菱重工業神戸造船所で建造された。1940年2月21日に起工。1941年3月25日、伊号第四十一潜水艦と命名される。1941年5月1日に進水。同年11月1日、伊号第三十三潜水艦に改名される。1942年6月10日に竣工した。竣工と同時に一等潜水艦に分類され、呉鎮守府籍となり、第六艦隊第1潜水戦隊第15潜水隊に編入された。

### 一回目の沈没
1942年8月15日、伊33は呉を出港し、トラックを経由した後にソロモン諸島方面へ向かい、サンクリストバル島近海のS散開線に配備される。その後、24日の第二次ソロモン海戦に参加する。同日1105、北緯09度21分 東経163度35分 / 北緯9.350度 東経163.583度の地点を浮上航走中、米空母エンタープライズから発進して哨戒中のドーントレスの空爆を受ける。伊33は急速潜航してこれを回避する。30日には米機動部隊を発見するも、攻撃位置への移動に失敗。9月25日、伊33はトラックに到着。
26日、伊33は珊瑚礁に衝突し、艦首第6発射管維持針装置が損傷したため、修理を受けるために特設工作艦浦上丸（福洋汽船、4,317トン）に横付けした。横付中、水面下の発射管を水面に出すため、掌水雷長が将校に無断でメインタンクのキングストン弁（海水取入口）とベント弁を開放したところ、後部兵員室のハッチ5つが開放されていたため船尾から海水が侵入して33mの海底に着底した。浦上丸の工作員1名が前部発射管室から脱出したのみで33名が死亡した。または航海長以下44名が死亡。なお、事故当時乗員の約半数は上陸していた。掌水雷長が潜水艦は予備浮力が少ないため、わずかな浸水でも沈没することについて知識不足だったことが事故原因と推定されている。同日、第15潜水隊から除かれる。
1943年1月29日に引き揚げが完了した「伊33」は3月2日に「日豊丸」に曳航されてトラックを離れ、「平壌丸」、「長運丸」、水雷艇「鳩」、「第四十六号哨戒艇」に護衛されて3月18日に呉に到着。
呉海軍工廠にて修理と改修を受ける。この時、22号電探と逆探が装備された。
1944年4月1日、伊33は呉鎮守府部隊所属となる。
6月1日、修理と改装が完了し、訓練部隊である第六艦隊第11潜水戦隊所属となる。

### 二回目の沈没
1944年6月13日、伊33は単独訓練のため呉を出港して由利島南方に向かった。0840、伊予灘で2回目の急速潜航訓練を行うが、右舷ディーゼル機関吸気用弁が閉鎖されず、機関室に浸水する。乗員はメインバラストタンクを部分的にブローする。10分後、艦首が数秒間海上に出るが、止まらない浸水により由利島付近、水深60mの海底に着底する。艦長がブローを止めさせて高圧空気の残量を調べたところ30キロで、深度計が12mを指しているのに第2潜望鏡が水面に出ていないことが判明し、深度計が正しく作動していないことが判明した。
この時、前部魚雷発射管室に乗員13名が、電動機室に乗員31名が閉じ込められた。艦長は1人でも脱出させるため浮上をあきらめて艦外脱出装置のハッチを開放。乗員8名が脱出に成功する。彼らは由利島及び青島に向かったが、大半が行方不明となり、わずかに乗員3名が漁船に救助されるも、1名は死亡した。一方、前部魚雷発射管室に閉じ込められた乗員13名は脱出しようとするも、水圧によりハッチが開かず、大半が窒息死し、最後の乗員は自殺した。
生存者は松山海軍航空隊に連絡し、松山海軍航空隊は呉鎮守府に連絡する。その後、潜水母艦長鯨が長浜港で生存者を乗せ、着底地点に向かう。14日、伊33遭難の報により飛び立った偵察機が、重油が浮游する海域を発見。長鯨を誘導する。15日、長鯨からのダイバーが伊33を発見。司令塔内部から乗員2名の遺体を収容した。この事故で102名が殉職した。生存者は2名。艦内からは機械長田尻福彦一機曹や松村邦彦機兵長などの遺書が発見された。
事故後、石崎少将を委員長とする査問委員会が調査を実施し、潜水士が頭部弁と弁座の間に直径5cm、長さ2mの円材が挟まっているのを発見した。この木片は呉での修理・改装中に使用されていたもので、事故原因は木片が頭部弁に挟まって全閉できず、内部弁も閉めてなかったため、給気筒から機械室に浸水したものと推定された。16日、浮揚のために呉から起重機船が到着するも、同日夕方、台風による悪天候により、浮揚・救助活動が打ち切られた。事故の詳細な調査は、調査に関与する将校がサイパンの戦いに参加していたため行われず、その後の戦いでそのほとんどが戦死した。
1944年（昭和19年）8月7日、事故の情報が海軍大臣米内光政を通じて昭和天皇に伝えられた。同年8月10日除籍。

## 引揚
1953年（昭和28年）7月23日北星船舶工業により浮揚、前部魚雷発射室に空気が残っており引き上げ作業は難航した。
引き揚げ後の作業では、同年8月11日、日立造船因島工場（現：ジャパン マリンユナイテッド因島工場）での前部発射管室の魚雷搭載数の確認作業中に、技師が梯子を降りている途中に転落し、それを見ていた技師2名が艦内に入り、これら元海軍技術士官だった計3名の技師がメタンガス中毒で折り重なって亡くなっているのが発見された。その後、前部魚雷発射室では乗員13名の遺体が発見され、遺書30枚などが収容された。メタンガス発生の原因は当時不明とされたが、艦内に残されていた遺体が温度上昇により腐敗分解して有毒ガスが発生したものと考えられている。

## ジンクス
大日本帝国海軍の潜水艦乗りには「3」またはその倍数などが不吉な数字として嫌われていたという。伊33にはとにかく「3」という数字がついてまわったので、戦時中に悪い噂が流れていたといわれる。
なお、本艦の｢3｣にまつわるエピソードには以下のようなものがある。
- 艦名がそもそも伊「33」。
- 建造したのは「三」菱。
- 修理中の事故で「33」mの海底に着底、「33」名が死亡。
- 伊予灘での事故で漁船に救助されたのは「3」名。
- 日立造船で解体中、「3」名がガス中毒で死亡。

## 歴代艦長
※『艦長たちの軍艦史』409頁による。

### 艤装員長
1. 小川綱嘉 中佐：1942年4月20日 -

### 艦長
1. 小川綱嘉 中佐：1942年6月10日 -
2. 和田睦雄 少佐：1944年5月4日 - 6月13日殉職

## 慰霊碑
愛媛県松山市・興居島の御手洗海岸に慰霊碑が建立されている。

## ギャラリー

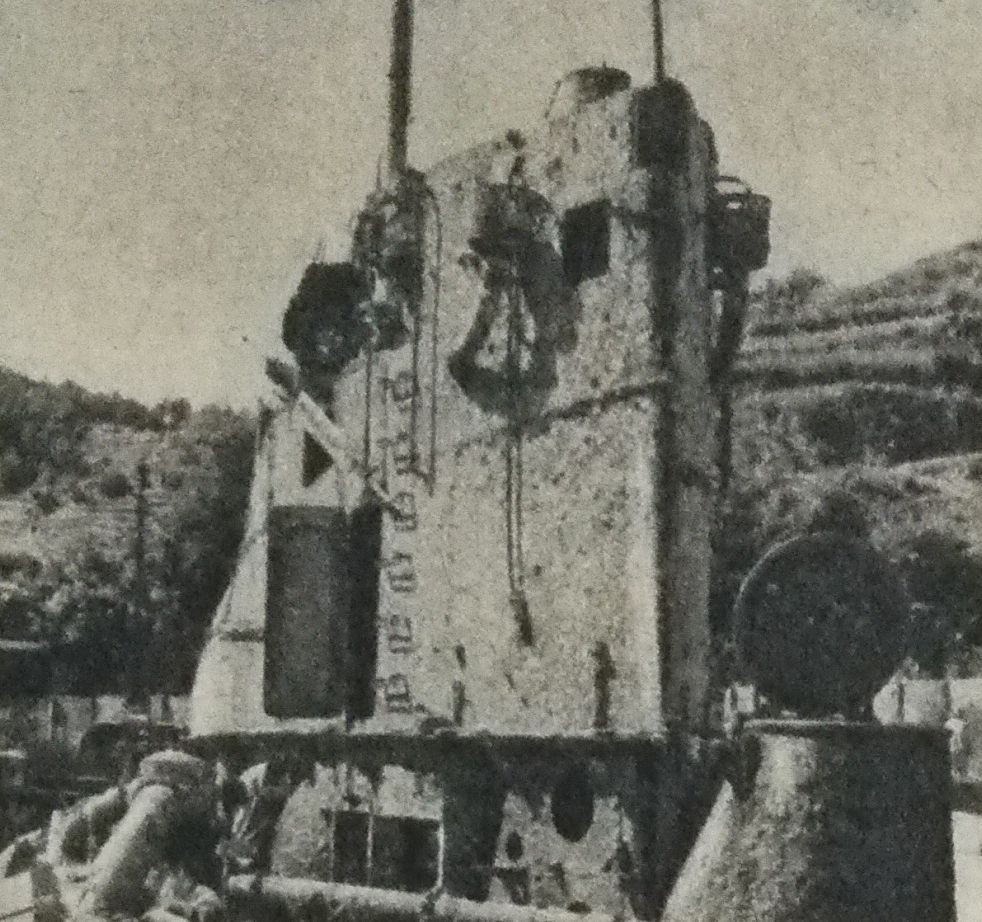
司令塔
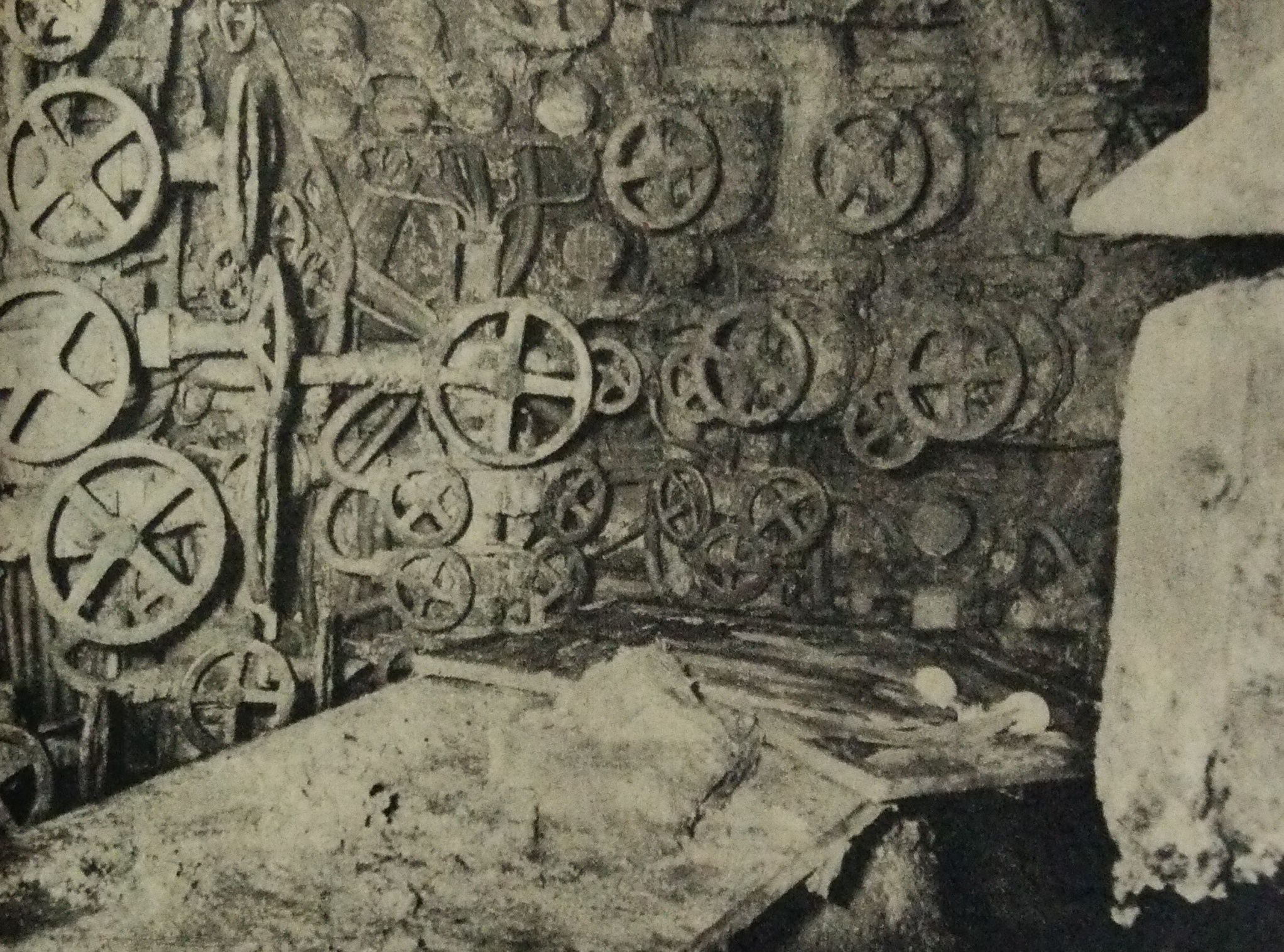
指令室
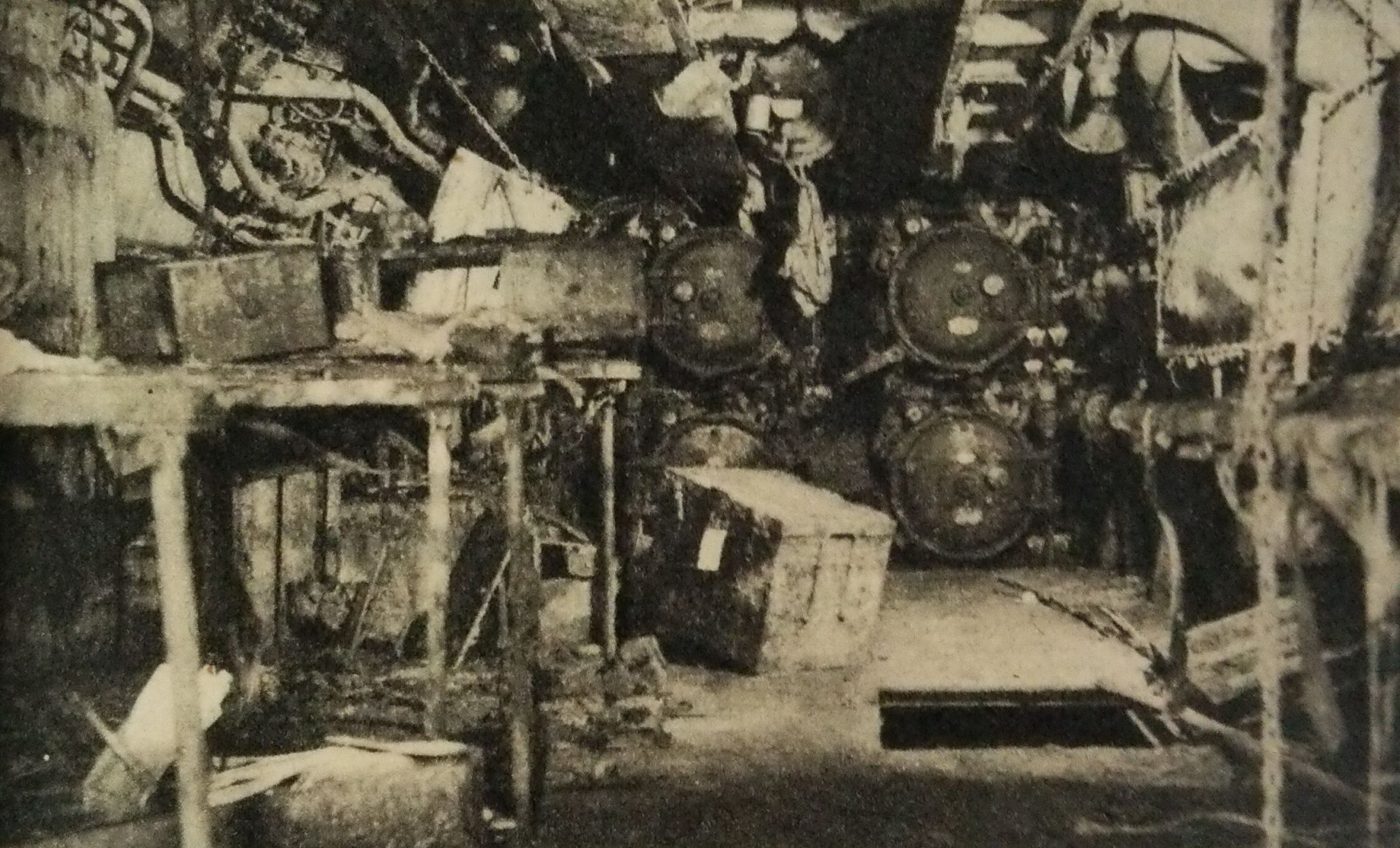
充満した有毒ガスで解体作業員が犠牲となった魚雷発射室
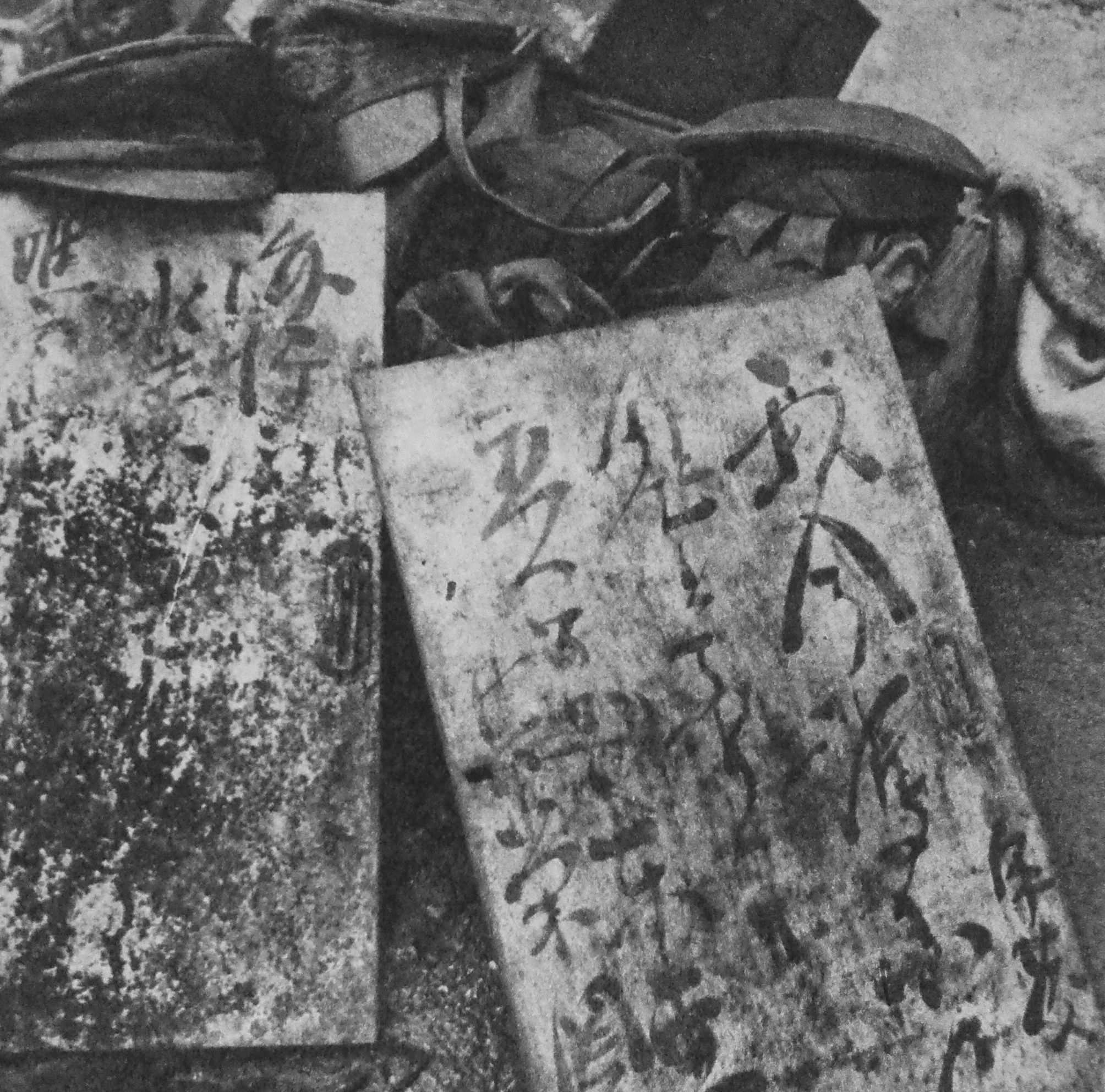
乗組員らの遺書